# Pius N'Diefi
Pius Siele N'Diefi (Douala, 5 luglio 1975) è un ex calciatore camerunese, di ruolo attaccante.